# Стариков, Анатолий Ильич
Анато́лий Ильи́ч Ста́риков (18 сентября 1941, Сыртинка, Кизильский район, Челябинская область, РСФСР, СССР — 25 апреля 2019, Магнитогорск, Челябинская область, Россия) — советский и российский инженер-металлург, хозяйственный и государственный деятель, директор Магнитогорского металлургического комбината (ММК) (1991—1997). Член Совета Федерации РФ (1994—1996). Заслуженный металлург РФ. Почётный гражданин города Магнитогорска. В 1993—1998 годах возглавлял Союз промышленников и предпринимателей Челябинской области.

## Биография
Родился 18 сентября 1941 года в посёлке Сыртинка Челябинской области.
В 1958 году окончил школу № 51 города Магнитогорска. В 1960 году Магнитогорское техническое училище № 13 по специальности «вальцовщик прокатного производства», а в 1967-м Магнитогорский горно-металлургический институт по профессии инженер-металлург. Позже получил второе высшее образование по специальности «Менеджмент и экономика».
В 1960 году начал трудовую деятельность в качестве вальцовщика в листопрокатном цехе (ЛПЦ) № 4 Магнитогорского металлургического комбината. С 1968 года работал сменным мастером, с 1970 года начальником смены стана «2500» горячей прокатки, с 1973 года работал начальником стана «2500», заместителем начальника цеха, а с 1975 года начальник ЛПЦ № 4. В 1979—1985 годах работал главным прокатчиком Магнитогорского металлургического комбината.
В 1985 году был назначен главным инженером, заместителем директора и избран секретарем партийного комитета ММК. Два года спустя был включен в резерв специалистов на замещение должностей, входящих в номенклатуру Министерства чёрной металлургии и ВПО «Союзметаллургпром» МЧМ СССР в качестве кандидата на пост директора ММК. В 1989 году назначен главным инженером—первым заместителем генерального директора ММК.

### Директор Магнитогорского металлургического комбината
В июле 1991 года от сердечного приступа скончался директор ММК Иван Харитонович Ромазан, новым директором был назначен Анатолий Ильич Стариков (с 1992 года директор акционерного общества). Первые годы директорства Старикова выпали на времена распада Советского Союза и становления рыночной экономики в России, частично обрушившей ранее устойчивые хозяйственные связи между предприятиями, возникали проблемы с поставками товаров, необходимых для полноценной работы предприятия. В сложившейся ситуации Стариков лично летал на другие промышленные объекты и организовывал бартерные сделки, ММК получал необходимое сырьё в обмен на металлопрокат.
В рамках ММК были созданы новые производства, чтобы обеспечить нужды города и комбината, среди них производство прокатных валков (ныне Магнитогорский завод прокатных валков), а также новый директор способствовал реконструкции агропромышленных подразделений ММК для обеспечения рабочих качественными продуктами питания в период их дефицита. Под руководством Старикова активно проводилась реконструкция производства. Так как ММК проектировался в конце 1920-х годов, производство было во многом устаревшим, необходимо было обновление производства и освоение новых технологий. Была освоена вторая очередь конвекторного производства стали, запущен стан «2000» горячей прокатки, цех по очистке и переработке коксового газа. Были остановлены мартеновские цеха № 2 и 3, блюминг № 3. Закрытие устаревших цехов позволило значительно снизить негативное экологическое влияние производства на окружающую среду, выбросы в атмосферу загрязняющих веществ снизились в три раза. В 1994 году собрание акционеров переизбрало Старикова генеральным директором, по уставу он также стал председателем совета директоров и занимал эту должность до начала 1997 года.
В 1994 году указом президента России Б. Н. Ельцина была создана финансово-промышленная группа (ФПГ) «Магнитогорская сталь», целью создания которой было планируемое завершение строительства на базе ММК современного по западным стандартам предприятия, способного обеспечить всеми необходимыми типами сталей и металлопроката автомобильную промышленность России. В число учредителей ФПГ вошли АвтоВАЗ, УралАЗ, БелАЗ, МАЗ и другие предприятия; общая численность сотрудников компаний ФПГ составляла более 260 000 человек. Президентом ФПГ «Магнитогорская сталь» был избран Анатолий Стариков. В марте 1998 года он же стал генеральным директором ОАО «Центральная компания» ФПГ «Магнитогорская сталь».
В начале 1997 года аудиторская проверка показала что финансовое положение ММК ухудшилось, в мае начала свою работу антикризисная комиссия. Для улучшения финансового положения было принято решение провести дополнительную эмиссию акций предприятия. Стариков выступал за передачу акций государству в счёт погашения долга, что противоречило позиции председателя совета директора Рашида Шарипова, предлагавшего продать акции Инкомбанку. 3 июля 1997 года совет директоров АО «Магнитогорский металлургический комбинат» освободил Анатолия Старикова от обязанностей генерального директора предприятия, а 2 августа на эту должность был назначен Виктор Филиппович Рашников. После отставки с поста генерального директора ММК Анатолий Ильич возглавил совет стратегического развития при совете директоров ММК, а затем — до начала 2010-х годов работал помощником генерального директора и советником по новым технологиям и видам продукции.

### Общественно-политическая деятельность
С 1980 по 1996 год избирался депутатом Магнитогорского городского Совета народных депутатов[уточнить]. В 1993 году вошел в состав Совета по промышленной политике и предпринимательству при Правительстве РФ, а также в состав президиума данного Совета.
С 15 мая 1994 по январь 1996 года — член Совета Федерации Федерального Собрания Российской Федерации первого созыва от Челябинской области, избран по Челябинскому двухмандатному избирательному округу № 74. В июне 1994 избран членом Комитета СФ по конституционному законодательству и судебно-правовым вопросам. В 1995 году вошел в Координационный совет движения «Наш дом — Россия», в мае того же года стал одним из учредителей челябинской областной организации этого движения. В 1996 году избран депутатом второго созыва Законодательного собрания Челябинской области, где возглавлял комитет по промышленности, строительству, транспорту, связи, энергетике, жилищно-коммунальному хозяйству. Под руководством Старикова в комитете были разработаны законы Челябинской области «О промышленной политике», «О внутриобластной производственной кооперации», «О поставках продукции для областных государственных нужд», «Об областной инвестиционной программе».
В 1993 году благотворительный фонд ММК «Милосердие» (создан в 1988 году) был переименован в благотворительный фонд «Металлург». Стариков оказал значительное содействие в формировании материально-технической базы фонда, а также оказал помощь с ремонтом и оснащении его социальных объектов. Был открыт продовольственный магазин для подопечных фонда, а также магазин промтоваров, кроме того были открыты лицевые счета для 26 000 пенсионеров ММК. В 1996 году совместным решением Анатолия Старикова и главы Магнитогорска Виктора Аникушина одна из больниц города была преобразована в автономную некоммерческую организацию «Центральная клиническая медико-санитарная часть», что позволило в будущем развивать организацию совместными усилиями ММК и муниципалитета. При поддержке Старикова в Магнитогорске был создан кардио-аритмологический центр. В 1996 году был одним из организаторов реконструкции взлётно-посадочной полосы магнитогорского аэропорта.

### Научная деятельность
В 1992 году в Магнитогорском горно-металлургическом институте защитил диссертацию на соискание учёной степени кандидата технических наук на тему «Интенсификация производства листовой горячекатаной стали на широкополотных станах за счет реконструкции и совершенствования технологии».
Автор 86 изобретений (патентов).

### Личная жизнь
Анатолий Стариков был женат на враче Алевтине Ивановне Стариковой, в браке родилось двое сыновей — Константин (1963—1994) и Дмитрий (род. 1967).
Умер 25 апреля 2019 года. Похоронен на Правобережном кладбище города Магнитогорска.

## Оценки и память
Бывший директор ММК Леонид Радюкевич положительно оценивал деятельность Анатолия Старикова, отмечал что Старикову удалось удержать предприятие от краха во время кризисного периода в экономике страны, начать его капитальную реконструкцию и решить вопросы, связанные с закрытием старых производств и трудоустройством рабочих этих производств.
18 сентября 2020 года имя Анатолия Ильича Старикова было присвоено стану 2500 горячей прокатки (Листопрокатный цех ММК № 4). В декабре 2020 года решением Магнитогорского городского собрания депутатов в честь Анатолия Ильича Старикова названа улица в южной части города Магнитогорска.

## Награды и признание
- Кавалер Ордена Трудового Красного Знамени (1981)[5];
- Кавалер ордена «За заслуги перед Отечеством» IV степени (1995)[51];
- Заслуженный металлург Российской Федерации (1992)[52];
- Лауреат премии Совета министров СССР (дважды)[5];
- Знак отличия «За заслуги перед Челябинской областью» (21 мая 2014) — за выдающиеся заслуги в социально-экономическом развитии Челябинской области[53]
- «Почётный знак Петра Великого» Всероссийского фонда «Менеджеры новой эпохи» (2004)[54];